# Loures (freguesia)
Loures es una freguesia portuguesa del concelho de Loures, con 24,91 km² de superficie y 24.237 habitantes (2001). Su densidad de población es de 973,0 hab/km².